# Anna Pölzelbauerová
Anna Pölzelbauerová, v matrice Poelzelbauerová, (7. března 1871, Sojovice – ?) byla česká pedagožka a kulturní pracovnice.

## Životopis
Rodiče: Jan Poelzelbauer lesní ze Sojovic, Josefa Poelzelbauerová-Gelberová. Sourozenci: František Pelzelbauer (4. 3. 1849), Jaroslaw Pelzlbauer (29. 3. 1850), Wilém Pelzelbauer (14. 3. 1851), Leopoldina Poelzelbauerová – pedagožka, spisovatelka a překladatelka a Kateřina Poelzelbauerová (26. 1. 1864).
Anna Pölzelbauerová byla ředitelkou měšťanské školy. Přispívala do Časopisu učitelek a do dětského časopisu Mladá stráž. Konala lidovýchovné přednášky v oboru cestopisném, dějepisném a z české i cizí literatury, v Praze a na venkově. Patřila k zakládajícím členům Masarykova lidového ústavu. Bydlela v Sojovicích.